# Peperomia villipetiola
Peperomia villipetiola är en pepparväxtart som beskrevs av C. Dc.. Peperomia villipetiola ingår i släktet peperomior, och familjen pepparväxter. Inga underarter finns listade i Catalogue of Life.